# Santiago (Seia)
Santiago (Seia) – miasto w portugalskim gminie Seia.